# Campionat d'Espanya de trial 2000
La temporada de 2000 del Campionat d'Espanya de trial fou la 33a edició d'aquest campionat, organitzat per la Reial Federació Motociclista Espanyola. El calendari oficial constava de 8 proves puntuables, celebrades entre el 6 de febrer i el 29 d'octubre. 3 de les proves programades es disputaren als Països Catalans: Trial de Morella (2 d'abril), Trial de La Pobla de Segur (24 de setembre) i Trial de Navàs (la darrera, el 29 d'octubre).

## Classificació final
Font:
| Posició | Pilot               | Motocicleta     | Punts |
| ------- | ------------------- | --------------- | ----- |
| 1       | Marc Colomer        | Montesa         | 157   |
| 2       | Marc Freixa         | Gas Gas         | 112   |
| 3       | José Manuel Alcaraz | Montesa         | 100   |
| 4       | David Cobos         | Sherco          | 94    |
| 5       | Marcel Justribó     | Montesa         | 88    |
| 6       | Albert Cabestany    | Beta            | 79    |
| 7       | Jordi Pascuet       | Gas Gas         | 74    |
| 8       | Amós Bilbao         | Montesa         | 71    |
| 9       | Adam Raga           | Gas Gas         | 66    |
| 10      | Sergi León          | Gas Gas/Montesa | 44    |

### Classificació per marques
| Posició | Marca   | Punts |
| ------- | ------- | ----- |
| 1       | Montesa | 267   |
| 2       | Gas Gas | 204   |
| 3       | Sherco  | 133   |
| 4       | Beta    | 121   |

## Categories inferiors
| Categoria    | Guanyador       | Motocicleta |
| ------------ | --------------- | ----------- |
| Sènior B     | Israel Escalera | Gas Gas     |
| Sènior C     | Francesc Recio  | Beta        |
| Veterans A   | Carles Casas    | Gas Gas     |
| Veterans B   | Carles Casas    | Gas Gas     |
| Júnior       | Jeroni Fajardo  | Gas Gas     |
| Cadets       | Laia Sanz       | Gas Gas     |
| "Autonomías" | País Valencià   | -           |